# James Denny
James Denny (Leeds, 20 settembre 1993) è un tuffatore britannico.

## Biografia
Ha rappresentato l'Inghilterra ai XX Giochi del Commonwealth vincendo la medaglia d'argento nel concorso della piattaforma 10 metri sincro, al fianco del connazionale Tom Daley. Si è classificato sesto nella piattaforma 10 metri individuale. Nello stesso anno ha preso parte agli europei di nuoto senza però vincere medaglie.

## Palmarès
- Giochi del Commonwealth

Glasgow 2014: argento nella piattaforam 10 m sincro;